# Les Genevez
Les Genevez ist eine politische Gemeinde im Distrikt Franches-Montagnes des Kantons Jura in der Schweiz.

## Geographie

Luftbild (1953)

Les Genevez liegt auf 1035 m ü. M., 10 km östlich des Bezirkshauptorts Saignelégier (Luftlinie). Das Dorf erstreckt sich in einer leichten Mulde sowie auf den angrenzenden Hängen der Jurahochfläche der östlichen Freiberge (französisch Franches Montagnes).
Die Fläche des 13,6 km² grossen Gemeindegebiets umfasst einen Abschnitt der leicht gewellten Hochfläche des Plateaujuras, auf der sich moorige, meist oberirdisch abflusslose Senken mit Kuppen aus Kalkstein abwechseln. Ausgedehnte Juraweiden mit einzeln oder in Gruppen stehenden grossen Fichten sowie einige Waldgebiete nehmen den westlichen Teil von Les Genevez ein. Im Norden umfasst das Gebiet den Höhenrücken von Les Combes (bis 1093 m ü. M.) mit der Moorsenke Les Embreux. Nach Süden erstreckt sich die Gemeindefläche bis auf die Höhe des Montbautier, der mit 1177 m ü. M. den höchsten Punkt von Les Genevez bildet. Östlich des Dorfes beginnt das Tal von Bellelay, welches von der im Dorfzentrum entspringenden Sorne durchflossen wird. Von der Gemeindefläche entfielen 1997 3 % auf Siedlungen, 43 % auf Wald und Gehölze, 53 % auf Landwirtschaft, und etwas mehr als 1 % war unproduktives Land.
Zu Les Genevez gehören die Weiler Le Prédame (1005 m ü. M.), Les Vacheries des Genevez (1046 m ü. M.), Les Joux (1023 m ü. M.) und Le Bois-Rebetez (1010 m ü. M.), alle auf der Hochfläche der Freiberge gelegen, sowie mehrere Einzelhöfe.
Nachbargemeinden von Les Genevez sind Montfaucon und Lajoux im Kanton Jura sowie Saicourt und Tramelan im Kanton Bern.

## Bevölkerung
Mit 510 Einwohnern (Stand 31. Dezember 2023) gehört Les Genevez zu den mittelgrossen Gemeinden des Kantons Jura. Von den Bewohnern sind 94,6 % französischsprachig und 4,7 % deutschsprachig (Stand 2000). Die Bevölkerungszahl von Les Genevez belief sich 1850 auf 665 Einwohner, 1900 auf 733 Einwohner. Seither hat sie stark abgenommen.

## Wirtschaft
Les Genevez ist ein noch vorwiegend landwirtschaftlich geprägtes Dorf mit Milchwirtschaft und Viehzucht. Im Dorf gibt es weitere Arbeitsplätze in den Bereichen Uhrenherstellung (Edox) und Handwerk sowie im lokalen Kleingewerbe. Einige Erwerbstätige arbeiten auch auswärts in den Regionen Tramelan und Tavannes.

## Verkehr
Die Gemeinde liegt abseits der grösseren Durchgangsstrassen an einer Kantonsstrasse von Saignelégier nach Bellelay. Les Genevez wird durch die Buslinie von Glovelier nach Tramelan bedient und ist auch durch einen Postautokurs mit Tavannes verbunden.

## Geschichte
Seine erste Erwähnung findet das Dorf 1381 als Les Geneveys. Der Ortsname leitet sich nicht wie gemeinhin angenommen von einer aus Genf hierher emigrierten Familie ab, sondern vom lateinischen Wort juniperus (‚Wacholder‘, auf Französisch genévrier). Les Genevez unterstand dem Kloster Bellelay. Von 1793 bis 1815 gehörte der Ort zu Frankreich und war anfangs Teil des Département Mont-Terrible, ab 1800 mit dem Département Haut-Rhin verbunden. Durch den Entscheid des Wiener Kongresses kam Les Genevez 1815 an den Kanton Bern zum Amtsbezirk Moutier. Die Bewohner von Les Genevez votierten in den Juraplebisziten stets mit überwältigendem Mehr für die Schaffung des Kantons Jura. Als Grenzgemeinde im Amtsbezirk Moutier entschied sich Les Genevez in der Volksabstimmung vom 7. September 1975 für den Kanton Jura, trat 1976 in den Distrikt Franches-Montagnes über und kam mit diesem am 1. Januar 1979 an den neu gegründeten Kanton Jura.

## Sehenswürdigkeiten
Die Pfarrkirche von Les Genevez steht auf der Höhe nördlich des Dorfes. Der erste Bau datiert auf das Jahr 1620. Im Jahr 1935 wurde die Kirche neu gebaut, wobei der Glockenturm des Vorgängerbaus mit einbezogen wurde. Die modernen Kirchenfenster von Yves Voirol stammen von 2003. In einer Nische links neben dem Haupteingang befindet sich der gläserne Sarkophag mit der Mumie der Heiligen Klara. Der Leichnam der römischen Märtyrerin wurde seinerzeit einbalsamiert. Im 17. Jahrhundert fand man in der Katakombe des Heiligen Cyriacus das Grab der Heiligen Klara. Der Schweizer Gardist Benoit Bolinger von Menzigen erhielt von Papst Innozenz XI. den Körper der Heiligen und transportierte ihn im Jahre 1680 nach Einsiedeln. Vom Kloster Einsiedeln kam die Reliquie im Jahre 1683 in die Abtei Bellelay. Während der Französischen Revolution musste der Körper der Heiligen hinter Möbeln vor den Revolutionssoldaten versteckt werden. Im Jahre 1805 vermachte der Abt von Bellelay den Körper der Heiligen Klara der Kirche von Les Genevez, wo Klara endlich ihre letzte Ruhestätte fand.
Ein ehemaliger Bauernhof aus dem 16. Jahrhundert beherbergt heute das Jurassische Bauernmuseum. Das Museum kann jeweils am Sonntagnachmittag oder nach vorheriger Anmeldung besucht werden. Immer am Freitagnachmittag wird im Holzofen Brot in der Weise des 17. Jahrhunderts gebacken. Das Museum bietet Einsicht ins Leben der jurassischen Bauern im 17. Jahrhundert. Gezeigt werden die verschiedenen Gerätschaften, aber auch ein Uhrenmacheratelier und die Kräuterbücher eines Pfarrers, der im 18. Jahrhundert als Arzt in diesem Haus lebte.

## Bilder

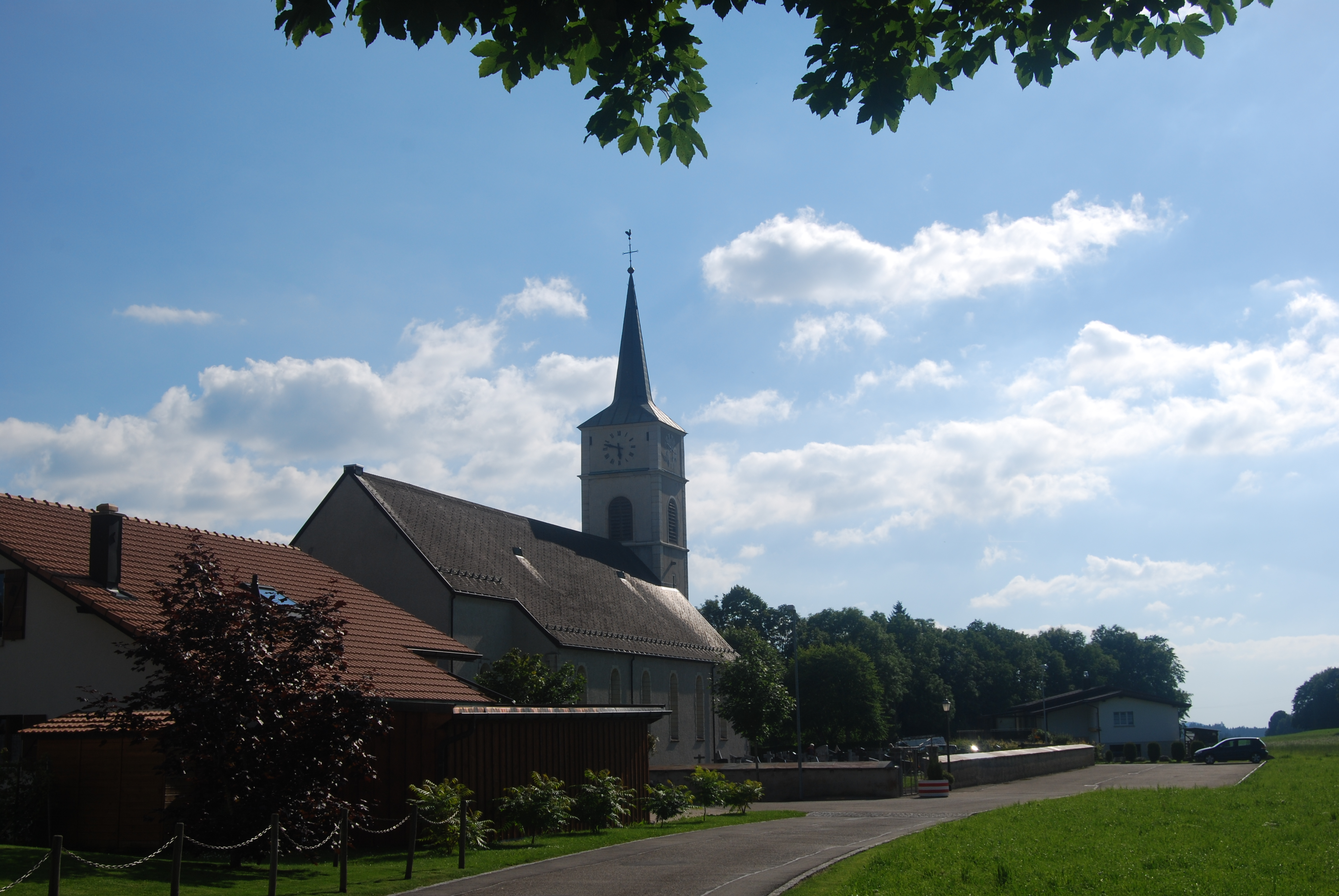
Pfarrkirche von Les Genevez
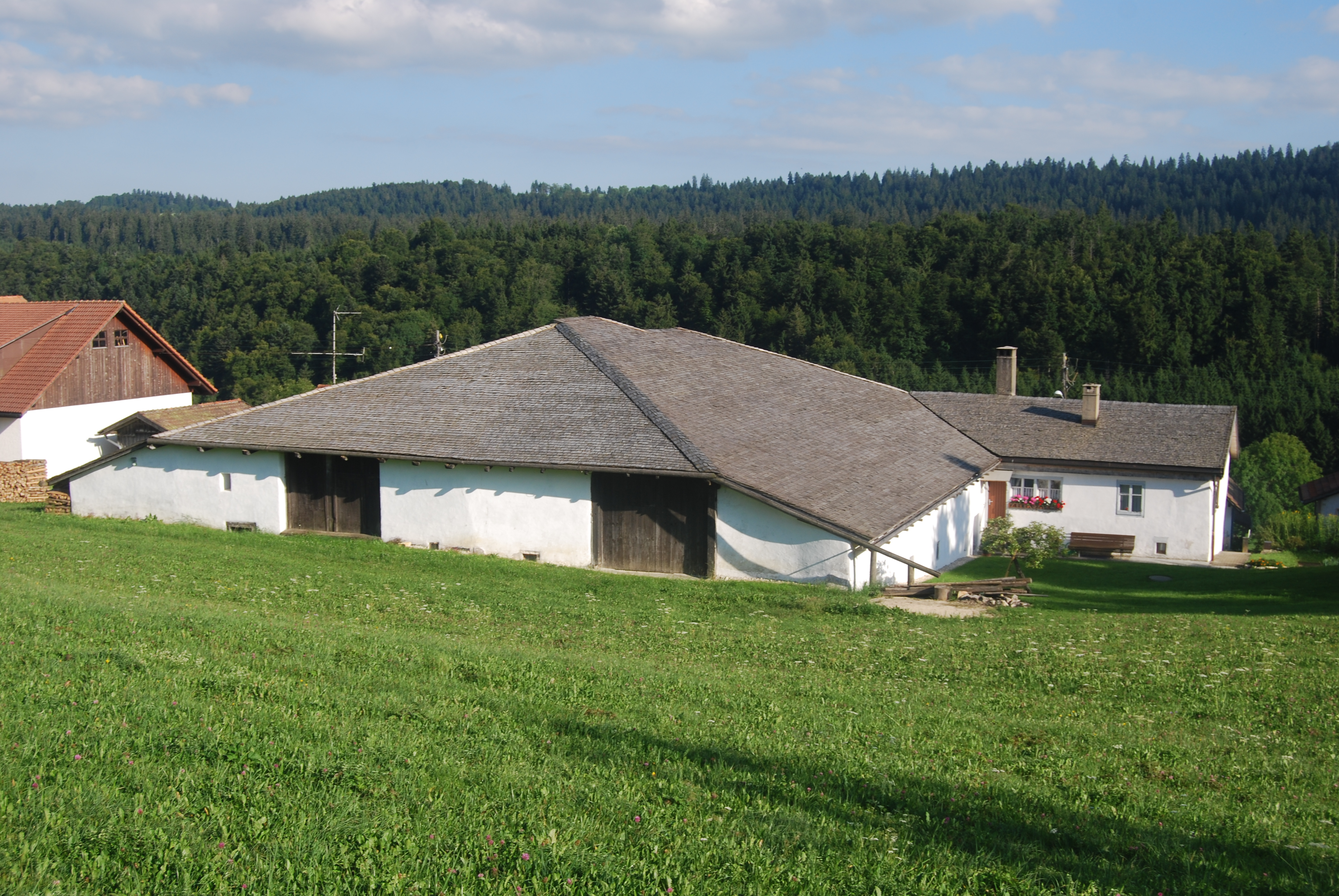
Jurassisches Bauernmuseum
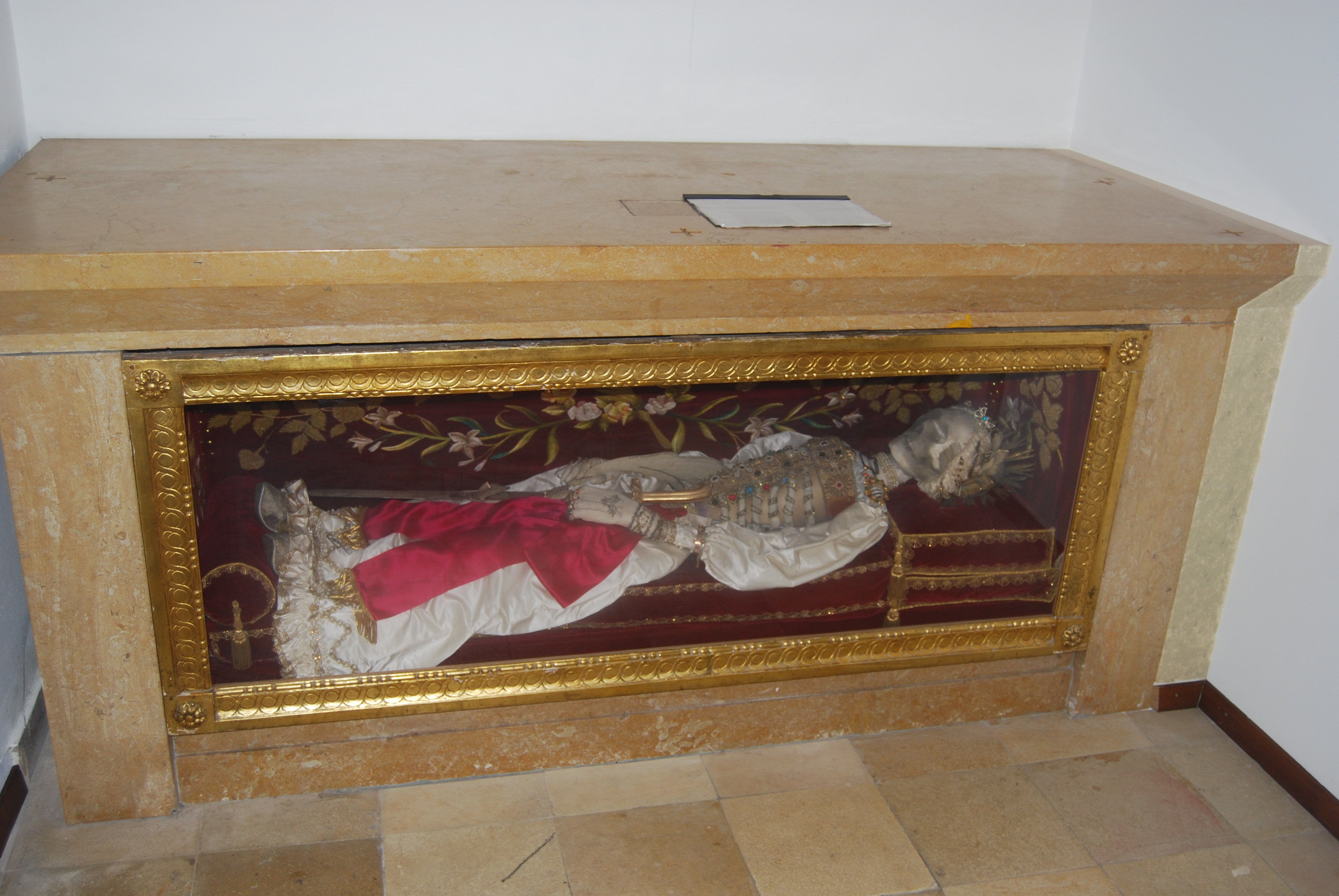
Mumie der Heiligen Klara in der Kirche von Les Genevez
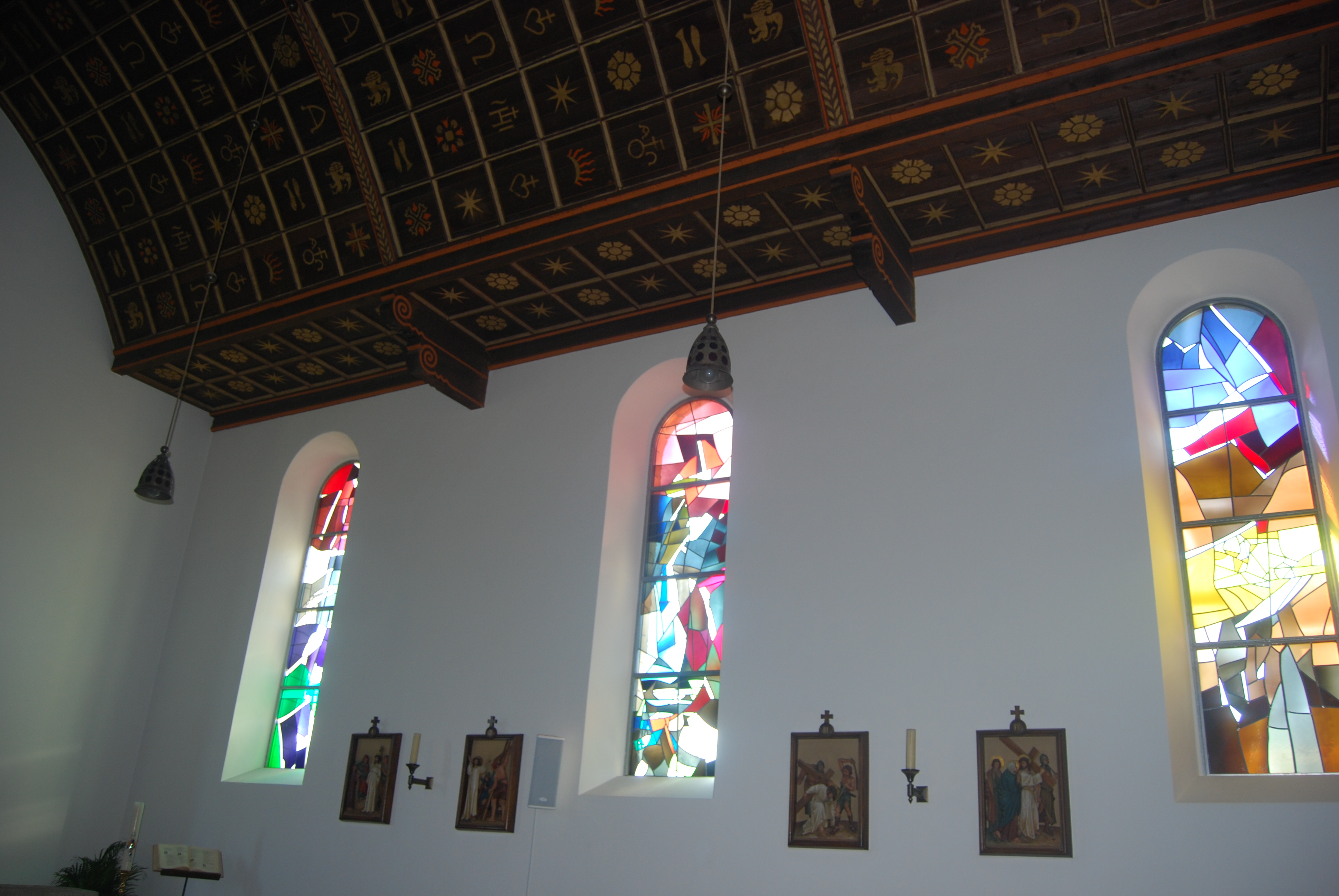
Kirchenfenster von Yves Voirol in der Pfarrkirche von Les Genevez
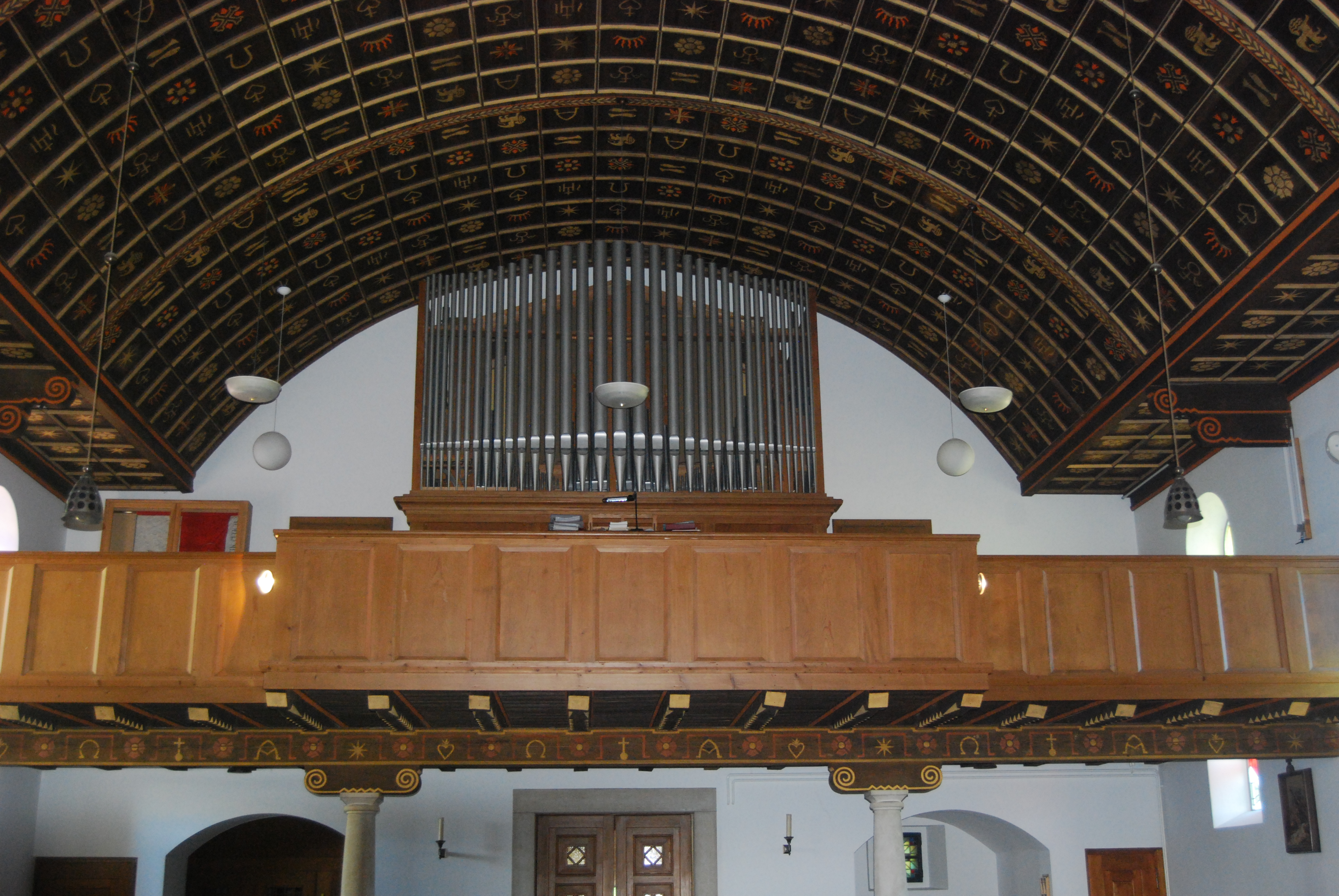
Kirchenorgel
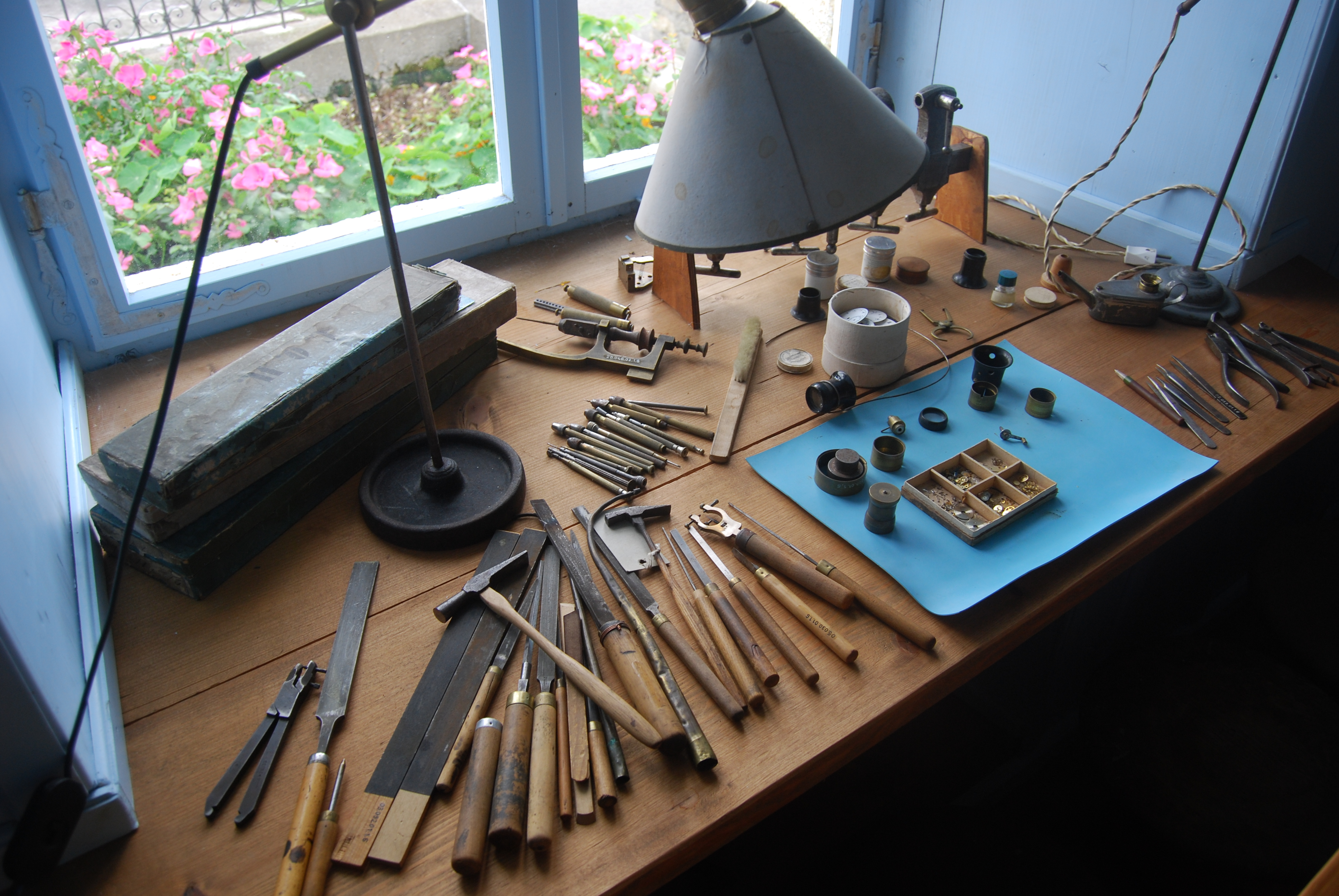
Uhrmacherwerkzeug im Jurassischen Bauernmuseum